# هاري تروت
هاري تروت (بالإنجليزية: Harry Trott)‏ (و. 1866 – 1917 م) هو لاعب كريكت أسترالي، ولد في Collingwood, Victoria ‏، بدأ مشواره المهني سنة 1888، توفي في Middle Park, Victoria ‏، عن عمر يناهز 51 عاماً.

## جوائز
حصل على جوائز منها:
لاعب كريكت ويسدن للسنة ‏